# الأخلاق العلمانية
الأخلاق العلمانية هي فرع من الفلسفة الأخلاقية التي تكون فيها الأخلاق تستند فقط على معايير إنسانية كمصدر كمثال استخدام المنطق ، والتعاطف ، أو الحدس الأخلاقي، ولا تكون مستمدة من وحي خارق أو توجيه إلهي — راجع الأخلاق في الأديان.
الأخلاق العلمانية تشير إلى أي منظومة أخلاقية التي لا تعتمد على تشريع سماوي أو وحي كمصدر لها، مثل الإنسانية، العلمانية وحرية الفكر.
الأطر العملية للاخلاق العلمانية ليست دائما تخلو من القيم الدينية. على سبيل المثال، فإن القاعدة الذهبية أو الالتزام بعدم العنف ، يمكن أن تكون معتمدة من قبل المتدينين والعلمانيين على حد سواء. الأخلاق العلمانية هي أنظمة يمكن أن تختلف بناء على المعايير الاجتماعية والثقافية في فترة زمنية محددة.

## مبادئ الأخلاق العلمانية
على الرغم من تعدد وتنوع وجهات النظر الفلسفية العلمانيين الأخلاقيين عموما يتشاركون واحد أو أكثر من هذه المبادئ:[بحاجة لمصدر]
- البشر من خلال قدرتهم على التعاطف، لديهم القدرة على تحديد أسس أخلاقية.
- رفاه الآخرين شأن رئيسي لصانع القرار الأخلاقي.
- البشر من خلال المنطق والعقل ، قادرون على استخلاص المبادئ المعيارية للسلوك.
- هذا قد يؤدي إلى سلوك أفضل من سلوك قائم على أساس النصوص الدينية. بدلا من ذلك، قد يؤدي هذا إلى الدعوة إلى نظام مختلط من المبادئ الأخلاقية وتحصل على قبول مجموعة واسعة من الناس، سواء الدينية أو غير الدينية.
- البشر لديهم مسؤولية أخلاقية للتأكيد على المجتمعات والأفراد أن تتصرف على أساس هذه المبادئ الأخلاقية.

العديد من هذه المبادئ يتم تطبيقها في علم الأخلاق ، ويستخدم الأسلوب العلمي للإجابة على الأسئلة الأخلاقية. 

### الإنسانيةوالأخلاق
الانسانيون يشجعون نظام عالمي للأخلاق على أساس وحدة الطبيعة البشرية، وأن معرفة الحق والباطل قائم على فهم أفضل لفرديتنا ومصالحنا المشتركة بدلا المعرفة القائمة على مصدر محلي، وبالتالي يتم رفض الإيمان تماما كأساس للعمل الاخلاقي. 
إن الاتحاد الدولي الإنساني والأخلاقي (IHEU) هي منظمة عالمية للمتمسكين بهذا الموقف اتجاه الحياة الإنسانية تذكر:
الإنسانية هي الديمقراطية و الحياة الأخلاقية هو الموقف الذي يؤكد على أن البشر لهم الحق والمسؤولية لإعطاء معنى وشكل لحياتهم الخاصة. انها تقف مع بناء مجتمع أكثر إنسانية من خلال أخلاقيات مستمدة من الإنسان وغيرها من القيم الطبيعية في روح من التساؤل الحر من خلال قدرات الإنسان. هي ليست توحيدية، وأنها لا تقبل وجهات النظر الخارقة للواقع.